# Два патрони на мамонта
«Два патрони на мамонта» — радянський художній фільм 1990 року, знятий режисером Олексієм Плугарем на студії «Ялта-фільм».

## Сюжет
Втомившись від міського життя, Микита повертається в рідне село й одразу ж починає роман з Варенькою, секретаркою голови колгоспу. І тепер усе село нудиться в очікуванні весілля. Але приїжджає кореспондент Олена і вносить смуту: з першого погляду в неї закохується Микита. Варя грюкає хвірткою і подалі від ганьби їде в місто. Байдужа Олена вирушає слідом. А Микита, втративши надію на прощення Вареньки, наважується на самосуд…

## У ролях
- Дмитро Журавльов — головна роль
- Юлія Соколовська — головна роль
- Ліана Петрусенко — головна роль
- Олег Щербінін — роль другого плану
- Марія Капніст — роль другого плану
- Маргарита Фоміна — роль другого плану
- Сергій Чекан — роль другого плану
- Вадим Александров — роль другого плану
- Олександр Пятков — роль другого плану
- Євген Редько — роль другого плану
- Радік Шахмаєв — ватажок рекетирів

## Знімальна група
- Режисер — Олексій Плугар
- Сценарист — Олексій Плугар
- Оператор — Олександр Масс
- Композитор — Володимир Корчагін
- Художник — Фелікс Ростоцький